# Paul von Naehrich

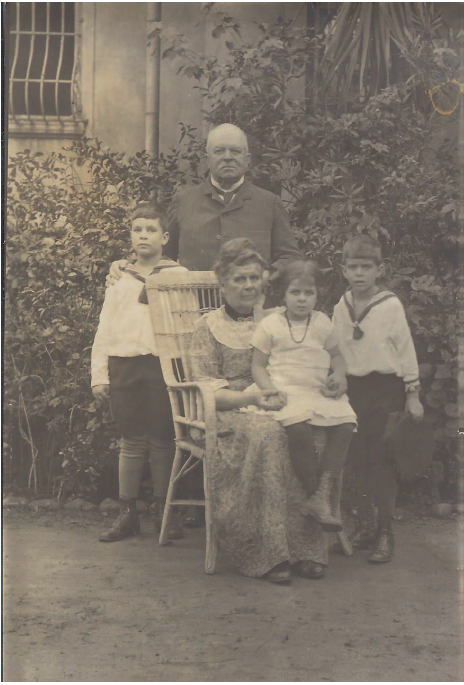
Paul von Naehrich mit seiner Familie

Carl Paul von Naehrich (* 30. Oktober 1852 in Puschkowa bei Breslau; † 18. Januar 1937 ebenda) war ein deutscher Rittergutsbesitzer und Zuckerindustrieller.

## Leben
Nach dem Besuch des Realgymnasiums zum Zwinger in Breslau und praktischen Tätigkeiten in der Landwirtschaft und Zuckerindustrie studierte Paul von Naehrich an den Universitäten Bonn und Halle. 1873 wurde er Mitglied des Corps Palatia Bonn. Nach dem Studium führten ihn Reisen nach Belgien, Frankreich, Holland, Italien und in die USA. Er übernahm das väterliche Rittergut Puschkowa und die väterlichen Zuckerfabrik, die er industriell ausbaute.
Von Naehrich verfasste zahlreiche industrielle und landwirtschaftliche Veröffentlichungen. Er war Vorsitzender des Vereins der Deutschen Zuckerindustrie, Vizepräsident der Deutschen Landwirtschafts-Gesellschaft für Schlesien, Kurator der Anhaltischen Kulturanstalt Bernburg sowie Rittmeister der Landwehr der Reserve.

## Auszeichnungen
- Eisernes Kreuz am weißen Bande II. Klasse
- Roter Adlerorden
- Orden Albrechts des Bären mit der Krone 1. Klasse
- Verdienstkreuz für Kriegshilfe
- Ehrenmitglied des Vereins der Deutschen Zuckerindustrie, 1928[4]